# 藤田省三 (野球)
藤田 省三（ふじた しょうぞう、1908年3月1日 - 1987年1月16日）は、兵庫県西宮市出身の元野球選手・コーチ・監督。
近鉄パールス初代監督を務めた。

## 経歴
旧制甲南中学から法政大学に進学し、創成期の東京六大学リーグでプレー。卒業後は日本放送協会、石井かじまやを経て、六大学審判となる。1930年ごろにはクラブチームの東京倶楽部に加わるが、都市対抗での試合出場は1試合のみであった。その後は1936年から旧制日大三中の監督に就任し、1941年からは兄・藤田信男の後を受けて法大監督も兼任。1941年春と1948年秋の2回優勝を果たしている。日大三中監督は1947年、法大監督は1949年まで務めた。1950年、近鉄パールス初代監督に就任。1リーグ時代の大陽ロビンスの主砲で法大の後輩である森下重好・田川豊を獲得し、1952年退任。近鉄の黎明期を支えた鬼頭政一・若杉輝明は日大三中時代、関根潤三・根本陸夫は法大時代を通じての教え子である。退任後は中日ドラゴンズヘッドコーチ（1955年 - 1956年）を務め、野口明選手兼任監督を支えた。中日退団後の1959年には広島の鵜狩道夫をマンツーマンで指導し、シュートを伝授。マスターした鵜狩は11勝10敗を記録、初めて規定投球回（7位、防御率2.53）に達する。会社役員の傍らで日大三高・法大などを指導し、慶大を不合格になった江川卓の入学に積極的に動き、「江川の陰のコーチ」と言われた。1981年秋季と1982年春季には関根が監督に就任した横浜大洋ホエールズキャンプ臨時コーチを務め、門田富昭に今まで使わなかった筋肉を使うよう指導し、下半身を強化して同年の復活に繋げた。
1987年1月16日死去。墓所は港区元麻布の本光寺。戒名は大徳院殿三諦日省居士。

## 詳細情報

### 年度別監督成績
| 年度      | 球団      | 順位      | 試合 | 勝利 | 敗戦 | 引分 | 勝率 |
| --------- | --------- | --------- | ---- | ---- | ---- | ---- | ---- |
| 1950      | 近鉄      | 7位       | 120  | 44   | 72   | 4    | .379 |
| 1951      | 近鉄      | 7位       | 98   | 37   | 56   | 5    | .398 |
| 1952      | 近鉄      | 7位       | 106  | 29   | 77   | 0    | .274 |
| 通算：3年 | 通算：3年 | 通算：3年 | 324  | 110  | 205  | 9    | .349 |

- 1952年は開幕から9月16日まで指揮

### 背番号
- 30 （1950年 - 1952年）
- 63 （1955年 - 1956年）